# Aeolus elegans
Aeolus elegans is een keversoort uit de familie kniptorren (Elateridae). De wetenschappelijke naam van de soort is voor het eerst geldig gepubliceerd in 1792 door Fabricius.